# Grand Prix 1; Aart Koopmans Memorial 2025
De Marathonschaatsen 2024/2025 Grand Prix 1; Aart Koopmans Memorial 2025 was de negentiende wedstrijd van het Marathonseizoen en de eerste wedstrijd van de Grand Prix die op donderdag 23 januari plaatsvond op de Weissensee in Oostenrijk. De Aart Koopmans Memorial (AKM) is de eerste Grand Prix wedstrijd in de reeks van zes wedstrijden en vindt plaats op de Weissensee. De vrouwen rijden 60 kilometer en de mannen 80 kilometer. 
De natuurijs 'Grand Prix' bestaat uit een reeks van zes wedstrijden waarbij buitenlands natuurijs centraal staat. De eerste drie wedstrijden worden gereden op de Weissensee (Oostenrijk). De laatste drie wedstrijden worden gereden op de Botnische Golf bij Luleå (Zweden). De afstanden variëren tussen de 30 en 200 kilometer. Zowel de mannen als vrouwen rijden de Grand Prix wedstrijden en na zes wedstrijden wordt een eindklassement opgemaakt.
In opnieuw zware omstandigheden won Sjoerd den Hertog de Aart Koopmans Memorial gewonnen. Hij reageerde op de Weissensee op een eerder solo ontsnapte Crispijn Ariëns, haalde hem bij en liet hem vervolgens achter zich. Op door dooi zwaar geworden ijs, wat velen deed terugdenken aan de omstandigheden vorig jaar tijdens de zelfde wedstrijd, bouwde Den Hertog zijn voorsprong uiteindelijk uit tot ruim een minuut op de streep. Ploeggenoot Wisse Slendebroek won de sprint van een achtervolgende groep om de tweede plaats, Lars Woelders werd derde. 
Bart Hoolwerf reed dit seizoen naast de schaatsmarathons ook de Wereldbeker massastart. Dezelfde week stond er zondag een Wereldbeker massastart op het programma. Hoolwerf wilde vorig jaar al Grand Prix wedstrijden rijden op de Weissensee, wat niet doorging mede doordat Hoolwerf vorig seizoen ook de wereldbekers massastart reed, en had besloten om dit jaar te rijden. Dit gebeurde ook ondanks het korte invliegen en rust naar Calgary. Onderweg naar Calgary had Hoolwerf een vertraging van vijfentwintig uur. Het resultaat in de massastartwedstrijd was een negende plaats.
Bij de vrouwen won Femke Mossinkoff. In de eerste wedstrijd van de Grand Prix ontsnapte de Mossinkoff samen met Judith Krabbenborg uit het peloton en pakte snel een riante voorsprong. In het peloton kwam geen achtervolging op gang en nadat Krabbenborg vijftien kilometer voor de streep in de verzorging ten val kwam ging Mossinkoff solo verder. Uiteindelijk finishte de dit seizoen van blessures terugkomende Mossinkoff twee minuten voor het peloton waar Esther Kiel de sprint won voor Mossinkoff ploeggenote Tessa Snoek.

## Tijdschema
| Datum                     | Tijd (CET) | Onderdeel |
| ------------------------- | ---------- | --------- |
| Donderdag 23 januari 2025 | 10:30      | Vrouwen   |
| Donderdag 23 januari 2025 | 13:00      | Mannen    |

## Podia
| Klasse              | Eerste            | Tweede            | Derde         |
| ------------------- | ----------------- | ----------------- | ------------- |
| Top-divisie mannen  | Sjoerd den Hertog | Wisse Slendebroek | Lars Woelders |
| Top-divisie vrouwen | Femke Mossinkoff  | Esther Kiel       | Tessa Snoek   |

## Uitslag Top-divisie mannen[4]
| #      | Rijder             | Nationaliteit | Ploeg                           | Punten |
| ------ | ------------------ | ------------- | ------------------------------- | ------ |
| Goud   | Sjoerd den Hertog  | Nederland     | Royal A-ware                    | 35,1   |
| Zilver | Wisse Slendebroek  | Nederland     | Royal A-ware                    | 29     |
| Brons  | Lars Woelders      | Nederland     | Sprog                           | 24     |
| 4      | Jeroen Janissen    | Nederland     | OKAY/Interfarms                 | 20     |
| 5      | Harm Visser        | Nederland     | Team Essent                     | 17     |
| 6      | Daan Gelling       | Nederland     | Royal A-ware                    | 15     |
| 7      | Ruben Ligtenberg   | Nederland     | Sprog                           | 14     |
| 8      | Evert Hoolwerf     | Nederland     | Team Reggeborgh                 | 13     |
| 9      | Jordy Harink       | Nederland     | Royal A-ware                    | 12     |
| 10     | Joost de Jong      | Nederland     | Bouwselect / De Haan Westerhoff | 11     |
| 11     | Christian Haasjes  | Nederland     | Bouwselect / De Haan Westerhoff | 10     |
| 12     | Homme Jan de Groot | Nederland     | Team Essent                     | 9      |
| 13     | Ruben Verkerk      | Nederland     | Ormer ICT                       | 8      |
| 14     | Simon de Smit      | Nederland     | Vector                          | 7      |
| 15     | Niels Overvoorde   | Nederland     | Bouwselect / De Haan Westerhoff | 6      |
| 16     | Tjerk de Boer      | Nederland     | Royal A-ware                    | 5      |
| 17     | Jan-Willem Broos   | Nederland     | Port of Amsterdam / SKITS       | 4      |
| 18     | Bram Kras          | Nederland     | Wokke Vastgoed                  | 3      |
| 19     | Ronald Haasjes     | Nederland     | Bouwselect / De Haan Westerhoff | 2      |
| 20     | Joël Haasjes       | Nederland     | Arbeidsrecht de Graaf           | 1      |

80 kilometer
2:20:50uur (gem. 528,1sec) 34,1km/h

### Standen Grand Prix klassement
| Stand Grandprix | Stand Grandprix    | Stand Grandprix | Stand Grandprix                 | Stand Grandprix |
| Nr.             | Naam               | Nationaliteit   | Ploeg                           | Punten          |
| --------------- | ------------------ | --------------- | ------------------------------- | --------------- |
| 1               | Sjoerd den Hertog  | Nederland       | Royal A-ware                    | 35,1            |
| 2               | Wisse Slendebroek  | Nederland       | Royal A-ware                    | 29              |
| 3               | Lars Woelders      | Nederland       | Sprog                           | 24              |
| 4               | Jeroen Janissen    | Nederland       | OKAY/Interfarms                 | 20              |
| 5               | Harm Visser        | Nederland       | Team Essent                     | 17              |
| 6               | Daan Gelling       | Nederland       | Royal A-ware                    | 15              |
| 7               | Ruben Ligtenberg   | Nederland       | Sprog                           | 14              |
| 8               | Evert Hoolwerf     | Nederland       | Team Reggeborgh                 | 13              |
| 9               | Jordy Harink       | Nederland       | Royal A-ware                    | 12              |
| 10              | Joost de Jong      | Nederland       | Bouwselect / De Haan Westerhoff | 11              |
| 11              | Christian Haasjes  | Nederland       | Bouwselect / De Haan Westerhoff | 10              |
| 12              | Homme Jan de Groot | Nederland       | Team Essent                     | 9               |
| 13              | Ruben Verkerk      | Nederland       | Ormer ICT                       | 8               |
| 14              | Simon de Smit      | Nederland       | Vector                          | 7               |
| 15              | Niels Overvoorde   | Nederland       | Bouwselect / De Haan Westerhoff | 6               |
| 16              | Tjerk de Boer      | Nederland       | Royal A-ware                    | 5               |
| 17              | Jan-Willem Broos   | Nederland       | Port of Amsterdam / SKITS       | 4               |
| 18              | Bram Kras          | Nederland       | Wokke Vastgoed                  | 3               |
| 19              | Ronald Haasjes     | Nederland       | Bouwselect / De Haan Westerhoff | 2               |
| 20              | Joël Haasjes       | Nederland       | Arbeidsrecht de Graaf           | 1               |

## Uitslag Top-divisie vrouwen[5]
| #      | Rijder                    | Nationaliteit | Ploeg                               | Punten |
| ------ | ------------------------- | ------------- | ----------------------------------- | ------ |
| Goud   | Femke Mossinkoff          | Nederland     | VGR Sport / Vreugdenhil Dairy Foods | 35,1   |
| Zilver | Esther Kiel               | Nederland     | Puur ICT-BTZ                        | 29     |
| Brons  | Tessa Snoek               | Nederland     | VGR Sport / Vreugdenhil Dairy Foods | 24     |
| 4      | Jet Fransen               | Nederland     | Wokke Vastgoed                      | 20     |
| 5      | Veerle van Koppen         | Nederland     | Puur ICT-BTZ                        | 17     |
| 6      | Nienke Smit               | Nederland     | OCRE                                | 15     |
| 7      | Iza Stekelenburg          | Nederland     | OCRE                                | 14     |
| 8      | Elsemieke van Maaren      | Nederland     | OKAY/Interfarms                     | 13     |
| 9      | Beau Wagemaker            | Nederland     | A6.nl / KMC                         | 12     |
| 10     | Maaike Verweij            | Nederland     | Team Albert Heijn Zaanlander        | 11     |
| 11     | Olin Verhoog              | Nederland     | OCRE                                | 10     |
| 12     | Janne Berkhout            | Nederland     | Turner                              | 9      |
| 13     | Carla Ketellapper-Zielman | Nederland     | A6.nl / KMC                         | 8      |
| 14     | Hilde Noppert             | Nederland     | Bouwbedrijf De Vries                | 7      |
| 15     | Paula Konijn              | Nederland     | OCRE                                | 6      |
| 16     | Bente Kerkhoff            | Nederland     | Team Albert Heijn Zaanlander        | 5      |
| 17     | Gioya Lancee              | Nederland     | Puur ICT-BTZ                        | 4      |
| 18     | Demi Huiden               | Nederland     | Wokke Vastgoed                      | 3      |
| 19     | Tjilde Bennis             | Nederland     | Turner                              | 2      |
| 20     | Tara Donoghue             | Ierland       | Leontienhuis                        | 1      |

### Standen Grand Prix klassement
| Stand Grandprix | Stand Grandprix           | Stand Grandprix | Stand Grandprix                     | Stand Grandprix |
| Nr.             | Naam                      | Nationaliteit   | Ploeg                               | Punten          |
| --------------- | ------------------------- | --------------- | ----------------------------------- | --------------- |
| 1               | Femke Mossinkoff          | Nederland       | VGR Sport / Vreugdenhil Dairy Foods | 35,1            |
| 2               | Esther Kiel               | Nederland       | Puur ICT-BTZ                        | 29              |
| 3               | Tessa Snoek               | Nederland       | VGR Sport / Vreugdenhil Dairy Foods | 24              |
| 4               | Jet Fransen               | Nederland       | Wokke Vastgoed                      | 20              |
| 5               | Veerle van Koppen         | Nederland       | Puur ICT-BTZ                        | 17              |
| 6               | Nienke Smit               | Nederland       | OCRE                                | 15              |
| 7               | Iza Stekelenburg          | Nederland       | OCRE                                | 14              |
| 8               | Elsemieke van Maaren      | Nederland       | OKAY/Interfarms                     | 13              |
| 9               | Beau Wagemaker            | Nederland       | A6.nl / KMC                         | 12              |
| 10              | Maaike Verweij            | Nederland       | Team Albert Heijn Zaanlander        | 11              |
| 11              | Olin Verhoog              | Nederland       | OCRE                                | 10              |
| 12              | Janne Berkhout            | Nederland       | Turner                              | 9               |
| 13              | Carla Ketellapper-Zielman | Nederland       | A6.nl / KMC                         | 8               |
| 14              | Hilde Noppert             | Nederland       | Bouwbedrijf De Vries                | 7               |
| 15              | Paula Konijn              | Nederland       | OCRE                                | 6               |
| 16              | Bente Kerkhoff            | Nederland       | Team Albert Heijn Zaanlander        | 5               |
| 17              | Jan-Willem Broos          | Nederland       | Port of Amsterdam / SKITS           | 4               |
| 18              | Bram Kras                 | Nederland       | Wokke Vastgoed                      | 3               |
| 19              | Ronald Haasjes            | Nederland       | Bouwselect / De Haan Westerhoff     | 2               |
| 20              | Joël Haasjes              | Nederland       | Arbeidsrecht de Graaf               | 1               |

60 kilometer
1:46:40uur (gem. 533,3sec) 33,8km/h

Marathon Cup 1 · 
Marathon Cup 2 · 
Marathon Cup 3 ·
Marathon Cup 4 · 
Marathon Cup 5 · 
Marathon Cup 6 · 
Marathon Cup 7 · 
Marathon Cup 8 · 
De Vier van Noord-Holland 1 · 
De Vier van Noord-Holland 2 · 
De Vier van Noord-Holland 3 · 
De Vier van Noord-Holland 4 · 
Marathon Cup 9 · 
NK kunstijs · 
Marathon Cup 10 · 
Marathon Cup 11 · 
Marathon Cup 12 · 
Marathon Cup 13 · 
Grand Prix 1 · 
Open NK natuurijs · 
Grand Prix 2 · 
Grand Prix 3 · Marathon Cup 14 · 
Marathon Cup 15 · 
Grand Prix 4 · 
Grand Prix 5 · 
Grand Prix 6 ·  
Marathon Cup 16  · 
Klassementen: KNSB Cup ·
Jongeren · 
Ploegen ·
Grand Prix ·
Club-assistent Brabantcup ·
De Vier van Noord-Holland
Lijst van schaatsmarathonrijders 2024/2025